# خط الگو

خط الگو برای شمشیر زن

خط الگو یک نمودار اوریگامی است که شامل تمام یا بیشتر چین ها در مدل نهایی است که در یک تصویر ارائه شده است. این برای نمودار نویسی مدل های پیچیده و فوق پیچیده مفید هستند  ،  برای جایی که این مدلها  اغلب به اندازه کافی ساده نیست که بتواند به طور کارآمد نمودار را نشان دهد.
استفاده از  از طراحانی مانند نیل الیاس منشأ گرفته است که از آنها برای ضبط نحوه ساخت مدل های خود استفاده می کند. این امر به طراحان پرکارتر این امکان را می داد تا تمام مدل های خود را ردیابی کنند  الگوهای چین دار بسیار سریع به عنوان ابزاری برای برقراری ارتباط ایده ها بین طراحان مورد استفاده قرار گرفت. پس از چند سال استفاده از این نوع ، طراحانی مانند رابرت جی لنگ ، مگورو توشیوکی ،ماکاوا و  پیتر انگل شروع به طراحی با استفاده از الگوهای چین و چروک کردند. این به آنها اجازه می داد با افزایش سطح پیچیدگی خلق کنند و هنر اوریگامی به رئالیسم بی سابقه ای رسید. اکنون بیشتر مدل های سطح بالاتر با الگوهای چین و چروک همراه هستند.
اگرچه به عنوان جایگزینی برای نمودارها در نظر گرفته نشده است ، اما تا کردن از الگوهای چین شروع به محبوبیت می کند ، بخشی از این مسئله به دلیل چالش قادر به شکستن الگو است ، و همچنین بخشی به دلیل اینکه الگوی چین اغلب تنها منبع موجود برای جمع شدن است اگر طراح انتخاب کند که نمودار تولید نکند ، یک مدل داده شده است. به عنوان مثال ، یک الگوریتم برای توسعه خودکار الگوهای چین دار برای چند وجهی خاص با تقارن چرخشی گسسته با ساختن ناخوشایند مناسب از طریق یک برنامه CAD اجرا شده است. این برنامه به کاربران این امکان را می دهد تا یک چند وجهی هدف را مشخص کرده و الگوی چین و چروکی را ایجاد کنند که در آن جمع می شود. هنوز موارد بسیاری وجود دارد که طراحان تمایل دارند مراحل مدل های خود را توالی بندی کنند اما فاقد امکانات لازم برای طراحی نمودارهای روشن هستند. چنین اوریگامی کارهایی هایی گهگاه به الگوی چین دار توالی (SCP) متوسل می شوند که مجموعه ای از الگوهای چین است که چین ها را تا هر چین مربوط نشان می دهد. SCP ضمن حفظ مراحل گام به گام برای دیدن پوشه های دیگر ، نیازی به برنامه های نمودار یا توانایی هنری را از بین می برد. نام دیگر الگوی چین توالی ، الگوی چین تدریجی (PCP) است.

## یادداشت ها و منابع
1. ↑  Herng Yi, Cheng; Kang Hao, Cheong (2012). "Designing crease patterns for polyhedra by composing right frusta". Computer-Aided Design. 44 (4): 331–342. doi:10.1016/j.cad.2011.11.002.

## پیوندهایخارجی[۱]
- الگوهای چین و چروک در Lang Origami

1. ↑  www.youtube.com https://www.youtube.com/results?search_query=jhoao+raul. Retrieved 2020-09-29. {{cite web}}: Missing or empty |title= (help)